# Chi Cheng (muzyk)
Chi Cheng, właśc. Chi Ling Dai Cheng (ur. 15 lipca 1970 w Davis, zm. 13 kwietnia 2013) – amerykański muzyk, znany przede wszystkim jako basista amerykańskiego zespołu Deftones.

## Życie prywatne
Cheng urodził się w Davis w Kalifornii, ma siedmioro rodzeństwa. Studiował literaturę angielską na Kalifornijskim Uniwersytecie Stanowym w Sacramento. Nie ukończył jednak studiów ponieważ w 1989 r. postanowił dołączyć do Deftones. Jako jedyny z członków zespołu studiował. Był autorem tomiku poezji zatytułowanego The Bamboo Parachute, który został wydany w 2000 r. na albumie. Miał żonę Colleen oraz syna Gabriela z byłą żoną, Adrienne. Był praktykującym buddystą, interesował się także taoizmem i szamanizmem. Był wegetarianinem.
Cheng był także sponsorem organizacji pomocy społecznej pomagającej bezdomnym mieszkańcom Sacramento rozwijać swoje talenty.

## Wypadek samochodowy
4 listopada 2008 r. Cheng odniósł poważne obrażenia w wypadku samochodowym w Santa Clara. Wokalista Deftones Chino Moreno napisał na blogu zespołu „Z przykrością informuję wszystkich, że nasz brat Chi Cheng uczestniczył w wypadku samochodowym ostatniej nocy. Obecnie przebywa w szpitalu Northern California Hospital w poważnym, ale stabilnym stanie. Jestem właśnie w drodze do szpitala, by być przy nim razem z resztą zespołu oraz członkami rodziny. Chi jest jednym z najsilniejszych ludzi jakich znam i modlę się, by ta siła pozwoliła mu wyzdrowieć. Proszę Was, pomódlcie się też za niego”.
Wskutek wypadku Cheng zapadł w śpiączkę. Zespół oznajmił w lutym 2009 r., że na festiwalu Bamboozle Left odbywającym się w kwietniu, wystąpi z zastępczym basistą Sergio Vegą (z Quicksand). 26 kwietnia Cheng został przyjęty na oddział intensywnej terapii z powodu wstrząsu septycznego. Organizm zwalczył infekcję i Chi opuścił szpital tydzień później. Po opuszczeniu oddziału intensywnej terapii rozeszła się pogłoska, że Chi wybudził się ze śpiączki. Pogłoska ta została jednak zdementowana na stronie [www.oneloveforchi.com], gdzie poinformowano, że Cheng znajduje się w stanie minimalnej przytomności. 18 sierpnia Cheng przeszedł operację zastąpienia jednej z kości czaszki, którą usunięto po wypadku, by obniżyć wzmożone ciśnienie śródczaszkowe.
Strona [www.oneloveforchi.com] została stworzona w marcu 2009 r., by pomóc zbierać fundusze na pokrycie wydatków związanych z leczeniem Chenga. Fani mogli tam składać datki, a celem było uzbieranie kwoty 20 000 dolarów (później podniesionej do 50 000 i 100 000 dol.). Można tam też było przeczytać blogi i komentarze od rodziny Chenga oraz nagrywać wiadomości, które miały zostać odtworzone Chengowi, by przyspieszyć jego rekonwalescencję. W kwietniu 2009 r. PETA ogłosiła, że 20% przychodu ze sprzedaży koszulek „Happy Families, Not Happy Meals” zaprojektowanych przez Chi zostanie przeznaczona na jego leczenie. Na MySpace można wpisywać życzenia i komentarze dla Chenga. Uczynili to między innymi członkowie Sonic Youth, The Used, Flaw, Ill Niño oraz lider Limp Bizkit Fred Durst, który napisał: „CHI jest BOGIEM. CHI dotknął mojego serca jako artysta i jako człowiek. Urodził się po to, by rzucić światło na wszelką ciemność. Kocham go. Fakt. Jest ważny dla całej ludzkości. Z całego serca współczuję jemu, jego rodzinie, jego przyjaciołom oraz jego fanom. CHI na zawsze“.
Przyjaciel Chenga, basista Korn, Fieldy wraz z innymi muzykami nagrał utwór instrumentalny zadedykowany swemu przyjacielowi. Cały dochód został przekazany rodzinie Chenga. Utwór ma tytuł „A Song for Chi” i został zamieszczony na oficjalnej stronie. Kilka miesięcy później Răzvan Rădulescu (DJ Hefe) z rumuńskiego zespołu numetalowego Coma, wydał album kompilacyjny pod tytułem From Eastern Europe with Love, na którym znalazły się utwory zespołów z Rumunii, Węgier, Bułgarii, Macedonii i Serbii. Dochody ze sprzedaży zostały przeznaczone na rzecz fundacji One Love For Chi foundation.
Zespół Deftones zagrał dwudniowy koncert w dniach 19 i 20 listopada 2009 r. w Hollywood. Dochód także został przeznaczony na leczenie Chenga. Gościnnie wystąpili: Far, Cypress Hill, Rodleen Getsic, Ben Kenney, Greg Puciato, Rick Verret, Tommy Lee, Mike Shinoda, P.O.D., Mark McGrath, Xzibit, Robert Trujillo, Rocky George and Mike Muir (Suicidal Tendencies), Dave Lombardo, Alexi Laiho, Daron Malakian, Shavo Odadjian, John Dolmayan oraz Max Cavalera.
W lutym 2012 poinformowano, że Cheng przebywa w stanie półświadomości (dotychczas była to pół-śpiączka). Ponadto muzyk reagował na komendy (unosił nogę na prośbę), lecz nadal leżał i nie mówił. Zmarł 13 kwietnia 2013.

## Sprzęt
Gitary
Cheng używał wyłącznie gitar marki Fender. W trasie używał przeważnie 5 lub 6 gitar. Najczęściej grał na '59 Fender Precision Bass. Na płycie Adrenaline używa także '51 Fender Precision Bass.
Chociaż przeważnie wolał gitary 4-strunowe to przyznał, że podczas nagrywania albumu Deftones używał 5-strunowych Fenderów. Odtąd w występach na żywo grał na 5-strunowym Fenderze Roscoe Beck V.
Wzmacniacze
Cheng używał 300-watowego wzmacniacza, all-tube Ampeg SVT 2 Pro Heads, dwóch Ampeg 8x10 Cabinets i Tech 21 SansAmp PSA-1. Używał też pedałów OD-3 OverDrive i CE-5 Chorus Ensemble Bossa.
Akcesoria
- Fender heavy-gauge (.065-.120) Strings
- Sennheiser Wireless System

## Dyskografia
Solo
- The Bamboo Parachute (2000)

Deftones
- Adrenaline (1995)
- Around the Fur (1997)
- White Pony (2000)
- Deftones (2003)
- Saturday Night Wrist (2006)

Występy gościnne
- Live at the Fillmore – Dredg (2006)

## Upamiętnienie
- Na albumie zespołu KoЯn – Life Is Peachy znajduje się utwór zatytułowany „Chi”, na cześć Chenga[15].
- Zespół Dredg zadedykował swój album The Pariah, the Parrot, the Delusion Chengowi, który wcześniej wystąpił gościnnie na płycie Dredg – Live at the Fillmore.